# Hood (band)

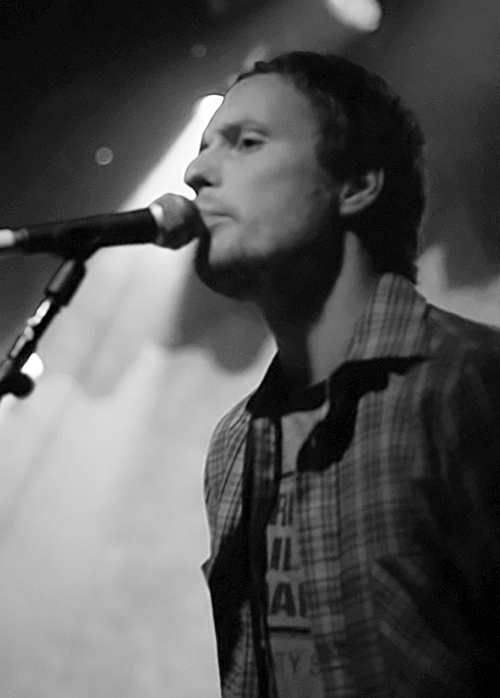
Hood, live op het Domino Festival 2005, AB, Brussel

Hood is een Engelse indierockband, opgericht in Leeds in december 1990, aanvankelijk als Lo-Fi band begonnen verplaatst hun muziek zich meer en meer richting de ambient en post-rock.
Hoods muziek is behoorlijk eclectisch - de groep experimenteert met drum & bass, hiphop, shoegaze, pop en ambient - maar altijd gemaakt vanuit een DIY-filosofie. Soortgelijke groepen zijn Mogwai, My Bloody Valentine, Pavement en Labradford.

## Biografie
De groep bestaat uit twee broers, Richard en Chris Adams, die zich laten bijstaan door allerlei vrienden die komen en gaan. De eerste releases van Hood waren gelimiteerde vinyl singles die op kleine, plaatselijke labeltjes werden uitgebracht. In 1994 volgde een eerste lp, Cabled Linear Traction, uitgebracht door de labels Fluff en Slumberland. Twee jaar later nam Hood Silent '88 op, waarop meer elektronica gebruikt werd. Een compilatie uit 1997 verzamelde de eerste singles.
Datzelfde jaar tekende Hood bij het grote Domino Records dat onmiddellijk een resem singles en ep's uitbracht. Rustic Houses, Forlorn Valleys (1998) was het eerste Hood-album op Domino. Met The Cycle of Days and Seasons van een jaar later werd duidelijk dat Hood alsmaar meer evolueerde naar indietronica.
Het vijfde album, Cold House (2001), dat de groep samen met Doseone en Why? van het Anticon-label opnam, is tot nog toe hun bekendste en situeert zich ergens tussen post-rock, IDM en indierock. 'You Show No Emotion At All' werd als single uitgekozen. Op het volgende album, Outside Closer (2005), bleven pop- en avant-hopinvloeden doorklinken. 'The Negatives' was de single. Sinds deze laatste plaat heeft Hood zich beziggehouden met remixes en werd er samen met Why? getoerd.

## Discografie

### Albums
- Cabled Linear Traction (1994)
- Silent '88 (1996)
- Structured Disasters (1996)
- Rustic Houses, Forlorn Valleys (1998)
- The Cycle of Days and Seasons (1999)
- Cold House (2001)
- Compilations 1995-2002 (2003)
- Singles Compiled (2003)
- Outside Closer (2005)

### Singles, 7"s en ep's
- Sirens (1992)
- Opening Into Enclosure (1993)
- 57 White Bread (1994)
- Hood / Carmine split (1995)
- A Harbour of Thoughts (1995)
- Hood / Hem split (1995)
- Lee Faust's Million Piece Orchestra (1995)
- I've Forgotten How To Live (1996)
- Secrets Now Known To Others (1996)
- Useless (1997)
- Filmed Initiative (1998)
- The Year of Occasional Lull (1998)
- (The) Weight (1998)
- Hood / Steward split (2000)
- Home Is Where It Hurts (2001)
- Photographers (2001)
- You Show No Emotion At All (2002)
- Hood / Themselves split (2004)
- The Lost You EP (2004)
- The Negatives (2005)